# Фонтан Альберта Морена (Дюссельдорф)
Фонтан Альберта Морена (нем. Albert-Mooren-Brunnen) находится на улице Моренштрассе (Moorenstrasse) в административном районе Бильк (Bilk) города Дюссельдорф (Германия).

## Описание
Комплекс фонтана был сооружён в 1910 году архитектором Йозефом Хаммершмидтом (1873—1926) и посвящён памяти известного дюссельдорфского врача, профессора офтальмолога Альберта Морена (1829-1899). Доктор медицины Морен известен как один из основателей современной офтальмологии и директор городской глазной клиники.
Монументальное произведение искусства представляет собой высокий постамент, на котором изображена группа из трёх детей. Верхняя стоящая девочка держит в руках предмет, напоминающий зеркало офтальмолога. Рядом с ней сидит плачущий мальчик, видимо, повредивший в игре глаз. А ещё ниже мальчик лежит, читая книгу, представляя собой образ выздоровевшего пациента.
На лицевой стороне постамента укреплён бронзовый барельеф Альберта Морена. А на обратной стороне фонтана имеется вторая бронзовая табличка, надпись на которой свидетельствует о том, что доктор Альберт Морен был почётным гражданином Дюссельдорфа.
Материал фонтана — известняк-ракушечник.
В зимнее время года фонтан не функционирует.
Фонтан занесён в список охраняемых объектов Дюссельдорфа, имеющих культурное и историческое значение